# Zingiber album
Zingiber album là một loài thực vật có hoa trong họ Gừng. Loài này được Nurainas Nurainas miêu tả khoa học đầu tiên năm 2017. Tên gọi thông thường trong tiếng Minangkabau là penggalan.

## Mẫu định danh
Mẫu định danh Nurainas 3272; thu thập ngày 21 tháng 6 năm 2016, cao độ 1.200 m, Simanau, huyện Solok, tỉnh Tây Sumatra, Indonesia. Mẫu holotype lưu giữ tại Đại học Andalas ở Padang, Tây Sumatra (ANDA), hai isotype lưu giữ tại Phòng mẫu cây Bogor thuộc Trung tâm Nghiên cứu Sinh học Indonesia ở Cibinong (BO) và Đại học quốc lập Đài Loan ở Đài Bắc (TAI).

## Từ nguyên
Tính từ định danh album (giống đực: albus, giống cái alba) là để nói tới màu trắng của các lá bắc.

## Phân bố
Loài bản địa miền bắc và tây đảo Sumatra, Indonesia; bao gồm tỉnh Tây Sumatra và Vườn quốc gia Batang Gadis ở tỉnh Bắc Sumatra. Môi trường sống đất cát ven bìa rừng thường xanh hỗn hợp, ven các sông suối nhỏ, ở cao độ 500-1.200 m.

## Mô tả
Cây thảo cao 3-3,5 m, các thân rễ gần mặt đất, ruột màu kem, mọng thịt, với các củ rễ. Các thân giả mọc thẳng, mập, bẹ ở gốc màu xanh lục. Lá 12-22 mỗi cây, cuống lá 0,7-1,5 mm, nhẵn nhụi, lưỡi bẹ 0,4–1 cm, đỉnh thuôn tròn, có lông, màu xanh lục; phiến lá 50-55 × 10–12 cm, hình mác hẹp, đáy thon nhỏ dần, đỉnh nhọn thon dài, có lông. Cụm hoa mọc từ rễ, nhiều hoa mỗi cụm, thuôn dài; cuống cụm hoa dài 25–40 cm, vảy thuôn dài, 6-7 × 4-4,5 cm, màu trắng ánh lục, nhẵn nhụi; cành hoa bông thóc thuôn dài, 20–40 cm, đường kính 4–6 cm, sắp xếp giống bông hoa hồng ở phần đỉnh; các lá bắc xếp lợp, cuốn ngoài, mỏng, nhiều, lá bắc vô sinh 4 × 2–3 cm, hình thìa, đỉnh có mấu nhọn, màu trắng sáng, lá bắc hữu sinh 5-7 × 3–6 cm, hình thìa, đỉnh có mấu nhọn, màu trắng sáng; lá bắc con nhỏ, 1-1,5 × 0,5-0,7 cm, hình mác, màu trắng trong suốt, nhẵn nhụi. Hoa 1-3 nở cùng một lúc, hình ống, dài 7–8 cm; đài hoa dài 3-3,5 cm, hình ống, nhọn, màu trắng, nhẵn nhụi; ống tràng hình ống, dài 4-4,5 cm, màu vàng nhạt, nhẵn nhụi; các thùy tràng không đều, thùy giữa 3-3,5 × 1-1,5 cm, hình mác, đỉnh nhọn, các thùy tràng bên 2,5-3 × 0,5-0,8 cm, nhẵn nhụi; cánh môi 3-3,5 × 2,5–3 cm, gần chia 3 thùy, màu vàng nhạt, nhẵn nhụi, đỉnh thuôn tròn-gợn sóng; bao phấn dài 1,2-1,5 cm với phần phụ hình mỏ, phần phụ dài 1,5-1,7 cm, màu vàng nhạt và đỉnh màu vàng tươi, mô vỏ bao phấn 2, song song, màu vàng nhạt; vòi nhụy hình chỉ, đầu nhụy màu vàng nhạt với khe hở ở đỉnh hình tròn được các lông cứng bao quanh; tuyến trên bầu 2, dài 0,6-0,8 cm, thẳng; bầu nhụy đường kính 0,5-0,7 cm, nhẵn nhụi, màu trắng sáng. Quả hình elipxoit, 3 ngăn, dài 3-3,5 cm, đường kính 1,5–2 cm, nhẵn nhụi, màu kem; hạt màu đen với áo hạt màu trắng, 0,4-0,6 × 0,3-0,4 cm. Ra hoa tháng 2-5, tạo quả đến tháng 10.
Nó dường như có mối quan hệ với Z. acuminatum var. acutibracteatum, nhưng khác ở chỗ có đỉnh lưỡi bẹ thuôn tròn, cành hoa bông thóc thuôn dài, hình dạng, đỉnh và màu sắc của lá bắc cũng như màu sắc của hoa.